# Wodnosamolot

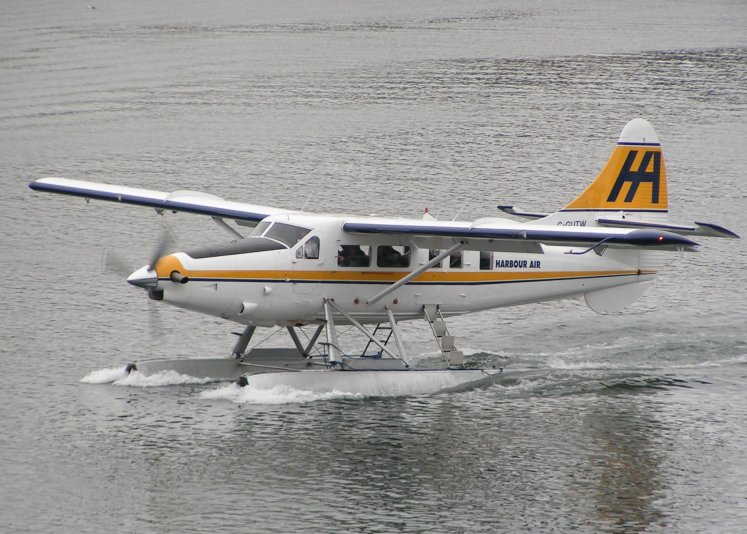
Hydroplan de Havilland Canada DHC-3 Otter

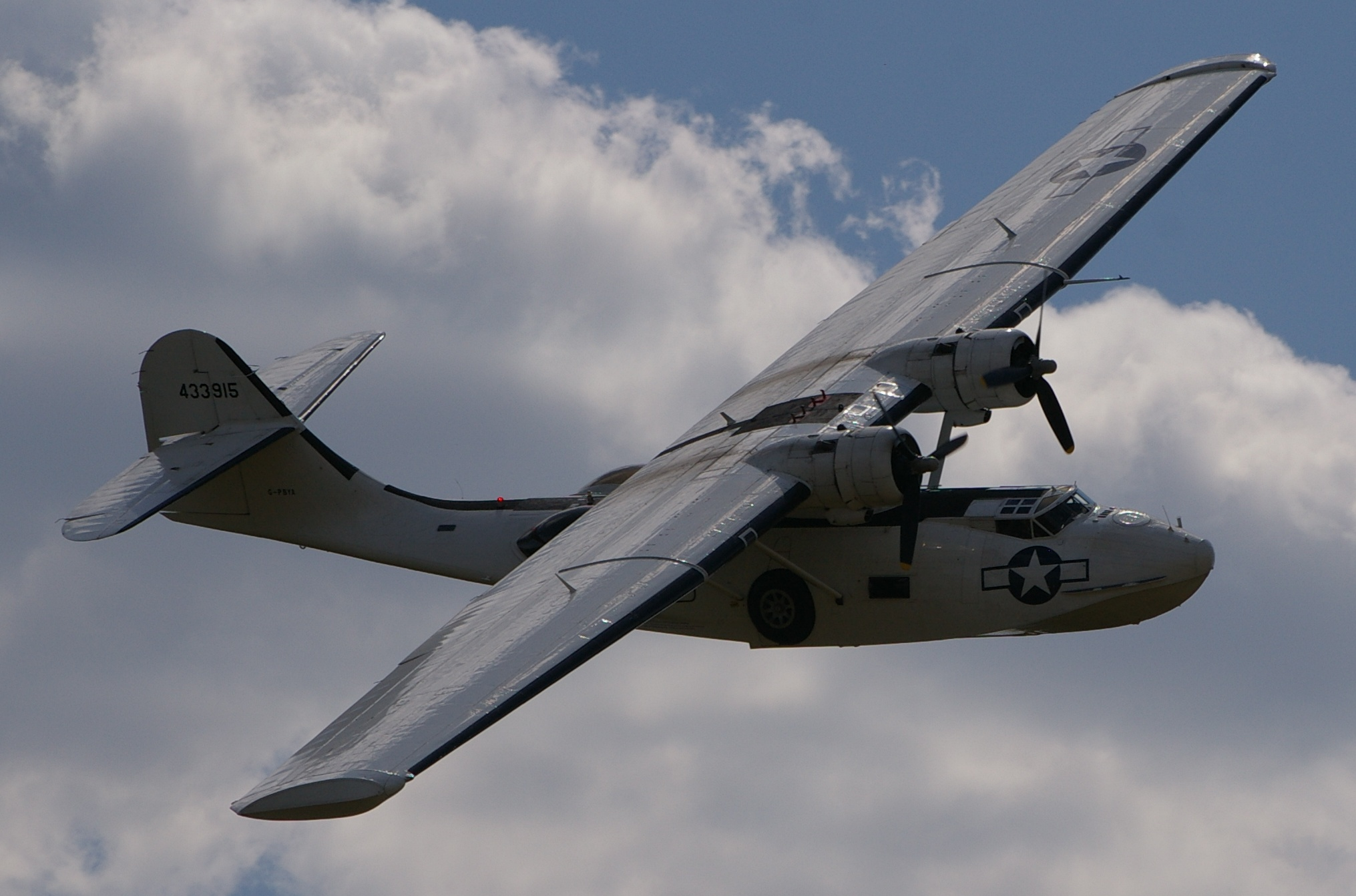
Consolidated PBY Catalina

Wodnosamolot (albo: hydroplan) – samolot przystosowany konstrukcyjnie do startu i lądowania (wodowania) z powierzchni wody.
Podstawowe rodzaje wodnosamolotów to:
- wodnosamolot pływakowy – w zasadzie nieróżniący się konstrukcyjnie od zwykłego samolotu z podwoziem kołowym, lecz wyposażony zamiast niego w pływaki. Stosowane są częściej dwa duże pływaki pod skrzydłami lub rzadziej jeden duży pływak centralny i dwa mniejsze podpierające pod skrzydłami. Często konstrukcje takich wodnosamolotów powstawały przez prostą przeróbkę samolotu z podwoziem kołowym, czasami nawet można montować zamiennie pływaki lub koła.
- łódź latająca – samolot, w którym częścią stykającą się z wodą jest odpowiednio ukształtowany spód kadłuba. Układ ten wymaga stosowania szczelnych kadłubów, spełniających zarówno wymagania aerodynamiki, jak i hydrodynamiki. Stateczność na wodzie zapewniają zwykle dodatkowe małe pływaki pod skrzydłami. Samoloty takie muszą mieć silniki umieszczone wysoko nad powierzchnią wody.
- samolot-amfibia – wodnosamolot wyposażony także w składane podwozie lądowe (koła). Zazwyczaj amfibie są budowane w układzie łodzi latającej, rzadziej wodnosamolotu pływakowego.

Rozwój wodnosamolotów wiąże się przede wszystkim z samolotami wojskowymi. Wodnosamoloty wojskowe zaczęły być używane na większą skalę w okresie I wojny światowej, głównie do zadań rozpoznania morskiego, zwalczania okrętów podwodnych, bombardowania, rzadziej myśliwskich. W tym okresie też wodnosamoloty zaczęły bazować na okrętach wojennych (transportowcach wodnosamolotów). W okresie międzywojennym powstały liczne konstrukcje wodnosamolotów wojskowych. Stały się one też częstym wyposażeniem większych okrętów (pancerników i krążowników), służąc do rozpoznania i zwiadu (startując z katapult). Podczas II wojny światowej wodnosamoloty używane były dość masowo do celów rozpoznania morskiego, zwalczania okrętów podwodnych, transportowych i ratunkowych, rzadziej do bombardowania lub celów myśliwskich. Zastosowanie wodnosamolotów ograniczał fakt, że na skutek swojej konstrukcji miały one gorsze osiągi i manewrowość od samolotów z podwoziem kołowym, jak również ich trudność eksploatacji przy wzburzonym morzu. Po II wojnie światowej produkowano już niewiele wodnosamolotów wojskowych, gdyż w większości zostały one wyparte przez śmigłowce bazujące na okrętach lub samoloty pokładowe z lotniskowców. Produkowane wciąż wodnosamoloty wojskowe służyły głównie do celów rozpoznania morskiego, ratunkowych i zwalczania okrętów podwodnych.
Po I wojnie światowej pojawiły się też wodnosamoloty cywilne, w tym duże wodnosamoloty pasażerskie, używane na niewielką skalę. Na większą skalę używane były natomiast lekkie jednosilnikowe wodnosamoloty w rejonach obfitujących w rzeki i jeziora, z niewielką liczbą lotnisk – do celów prywatnych i przez służby państwowe. Jednym z zastosowań – na niewielką skalę, są wodnosamoloty pożarnicze, służące do gaszenia pożarów lasów (jak Canadair CL-215).
Wodnosamoloty pływakowe, z racji ich podobieństwa do samolotów lądowych, były produkowane przez wiele przedsiębiorstw zajmujących się produkcją lotniczą. Łodzie latające były produkowane przez bardziej wyspecjalizowane przedsiębiorstwa; główni producenci łodzi latających to Berijew, Blohm & Voss, CAMS, CANT, Curtiss, Canadair, Consolidated Aircraft Corporation, Dornier, Grumman, Kawanishi, Lioré et Olivier, Martin, Short, Supermarine.